# Jason Cropper
Jason Rosanoff Cropper (nascido em 27 de junho de 1971) foi o guitarrista original da banda Weezer, e esteve presente no primeiro ensaio da banda em 14 de fevereiro de 1992. Ele saiu da banda durante a gravação do primeiro álbum da banda, o The Blue Album. Ele gravou com a banda três fitas demo. Depois de deixar o Weezer, ele fez um tour com sua banda Chopper One.